# ان‌بی‌دبلیو ۴۱ کالیبر ۲۸/۳۲ سانتیمتر
ان‌بی‌دبلیو ۴۱ کالیبر ۲۸/۳۲ سانتیمتر یا 41 /28/32  NbW یک راکت انداز آلمانی بود که در جنگ جهانی دوم مورد استفاده قرار می گرفت. این واحد با واحدهایی به اصطلاح Nebeltruppen، معادل آلمانی سپاه شیمیایی ارتش آمریکا خدمت می‌کرد؛ که معادل امروزی آن واحد (ش.م. ر) است. Nebeltruppen مسئولیت مسمومیت با گاز شیمیایی و دود را در عوض استفاده از مواد منفجره بالا در طول جنگ به کار رفته بود، بر عهده داشت.

## شرح
ان‌بی‌دبلیو ۴۱ کالیبر ۲۸/۳۲ سانتیمتر یک موشک انداز دارای شش بشکه بود که بر روی واگن دو چرخ نصب شده بود. دو بازوی تثبیت کننده و یک بکسل برای ثابت نگه داشتن کالسکه هنگام شلیک استفاده می‌شد. از دو موشک مختلف استفاده می‌شد. کالیبرهای های فلزی باز لانچر برای اندازه‌گیری ۳۲ سانتیمتر (۱۳ اینچ) موشک، اما ریل‌های آن برای به کارگیری کالیبر ۲۸ سانتیمتر (۱۱ اینچ) از نوع موشک Wurfkörper Spreng (موشک منفجره) ۲۸ سانتی‌متر وزن ۸۲ کیلوگرم (۱۸۱ پوند) و ۵۰ کیلوگرم (۱۱۰ پوند) کلاهک انفجاری بالا را دارا بود. موشک Wurfkörper Flamm 32 سانتی‌متر (موشک آتشبار) به‌طور معمول با ۵۰ لیتر (۱۳ گالون آمریکایی) (۴۵ کیلوگرم (۹۹ پوند)) روغن بخاری (Flammöl) گنجایش داشت، اما می‌توانست گازهای سمی یا مایعات میکروبی را حمل کند. این روغن می‌تواند ۲۰۰ متر مربع (۲٬۲۰۰ فوت مربع) را پوشش دهد. هر دو راکت تثبیت شده در چرخش و شلیک الکتریکی بودند. موشک‌ها به یکباره و به صورت موج دار شلیک می‌شدند، اما پرتاب کننده توانایی شلیک موشک‌های تک را نداشت. بسیاری از پرتابگرها از سال ۱۹۴۳ به بعد برای استفاده از موشک‌های ۲۸ سانتی‌متری Wurfkörper و ۴۰ سانتیمتری مورد استفاده قرار گرفت.

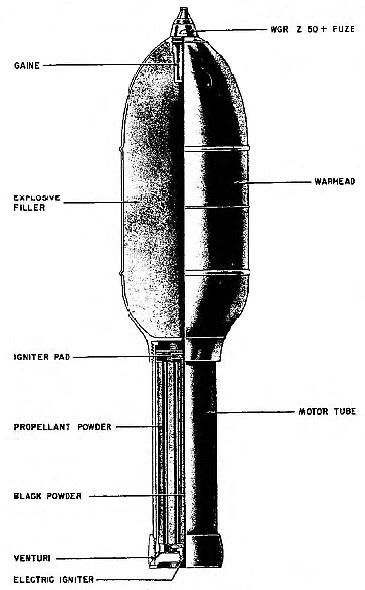
۲۸ سانتی متر Wurfkörper Spreng
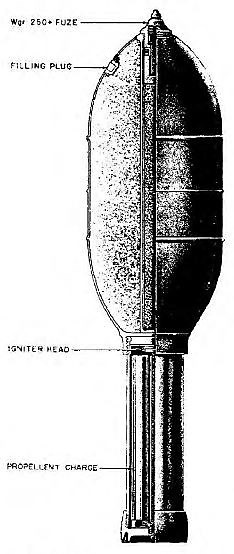
۳۲ سانتی متر Wurfkörper Flamm

## کالیبر ۴۰/۴۱

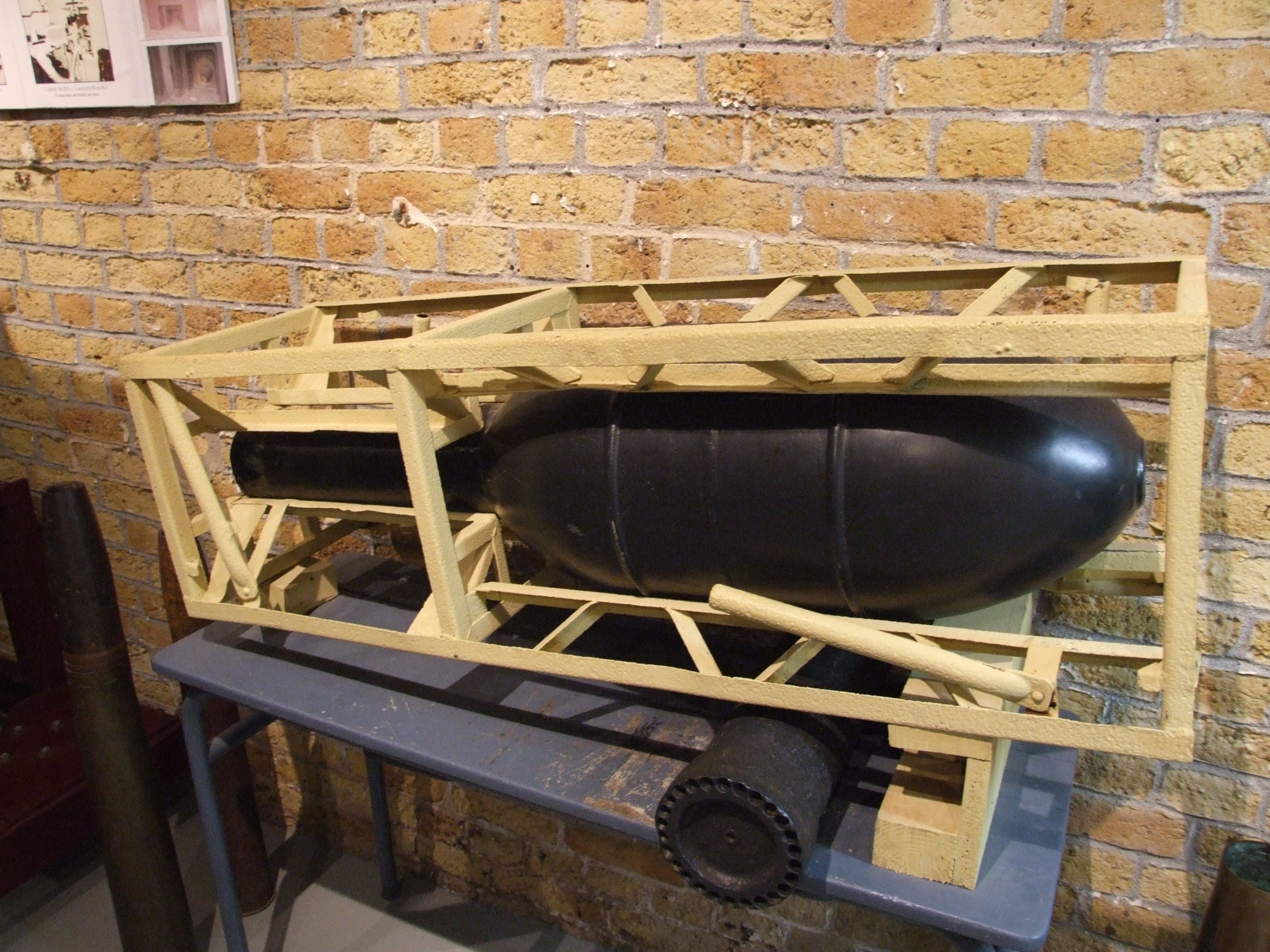
نمونه ایی از کالیبر ۴۱

این کالیبرها مخصوص استفاده از مدل‌های راکت انداز اس‌دی.کی‌اف‌زد ۲۵۱ بودند.

## قابل مقایسه
- پرتاب موشک Katyusha
- تشک (موشک)

## یادداشت
1. ↑  LEO online dictionary
2. ↑  "Raketenwerfer". Retrieved 5 May 2009.
3. ↑  Gander and Chamberlain, pp. 321–322
4. 1 2  Gander and Chamberlain, p. 322